# Kochlorine bihamata
Kochlorine bihamata is een rankpootkreeftensoort uit de familie van de Lithoglyptidae. De wetenschappelijke naam van de soort is voor het eerst geldig gepubliceerd in 1883 door Noll.